# Kalibusiswe Ilizwe leZimbabwe
Kalibusiswe Ilizwe leZimbabwe är Zimbabwes nationalsång. "Kalibusiswe Ilizwe leZimbabwe" betyder ungefär "Gud välsigne landet Zimbabwe".
Kalibusiswe Ilizwe leZimbabwe 
Phakamisan' if'legi yethu yeZimbabwe
Eyazalwa yimpi yenkululeko;
Le gaze' elinengi lamaqhawe ethu
Silivikele ezitheni zonke;
Kalibusiswe ilizwe leZimbabwe.
Khangelan' i Zimbabwe yon' ihlotshi si we
Ngezintaba lang' miful' e bu keka yo.
I zulu kaline, izilimo zande;
Iz' sebenzi zenam', abantu basuthe;
Kalibusiswe ilizwe leZimbabwe.
Nkosi bu sis' ilizwe le-thu leZimbabwe
Ilizwe labo khokho bethu thina sonke;
Kusuk' eZambezi Kusiy' e Limpopo.
Abakho kheli babe lobuqotho;
Kalibusiswe ilizwe leZimbabwe.
Simudzai mureza wedu weZimbabwe 
Simudzai mureza wedu weZimbabwe
Yakazvarwa nomoto wechimurenga;
Neropa zhinji ramagamba
Tiidzivirire kumhandu dzose;
Ngaikomborerwe nyika yeZimbabwe.
Tarisai Zimbabwe nyika yakashongedzwa
Namakomo, nehova, zvinoyevedza
Mvura ngainaye, minda ipe mbesa
Vashandi vatuswe, ruzhinji rugutswe;
Ngaikomborerwe nyika yeZimbabwe.
Mwari ropafadzai nyika yeZimbabwe
Nyika yamadzitateguru edu tose;
Kubva Zambezi kusvika Limpopo,
Navatungamiri vave nenduramo;
Ngaikomborerwe nyika yeZimbabwe.